# Spirostreptus tumidens
Spirostreptus tumidens är en mångfotingart som beskrevs av Karsch 1881. Spirostreptus tumidens ingår i släktet Spirostreptus och familjen Spirostreptidae. Inga underarter finns listade i Catalogue of Life.